# Šentjur
Šentjur () je manjše mesto v Sloveniji s skoraj 5.000 prebivalci, središče istoimenske občine, ki leži okoli 11 km vzhodno od Celja. Mesto sestavljata dva med seboj povezana dela: Zgornji trg, staro srednjeveško jedro, in Spodnji trg, ki je nastal po letu 1846, ko je čez Šentjur stekla Južna železnica, s katero je Šentjur dobil svojo železniško postajo. Iz časa začetkov železne ceste na Slovenskem je danes v Muzeju južne železnice, ki se nahaja v neposredni bližini železniške postaje, hranjeno bogato arhivsko gradivo in železniške naprave.  
Kraj se je nekdaj imenoval Sveti Jurij, Sveti Jurij pri Celju in Šentjur pri Celju. Danes je edino pravilno ime Šentjur. Mesto je član Združenja zgodovinskih mest Slovenije. Obsega predele: Gornji trg, Spodnji trg, Kmetijsko šolo in nekdanje vasi Tičnica, Pešnica, Nova vas pod Rifnikom, Podgorje (pod Resevino), Zdenica in Hruševec. 

## Ime
Do leta 1952 se je naselje imenovalo Sveti Jurij pri Celju. V Šentjur je bilo preimenovano na osnovi "Zakona o imenovanju naselij in označevanju trgov, ulic in zgradb" iz leta 1948. Tako kot preimenovanje mnogih drugih krajev po Sloveniji v povojnem času je bilo tudi preimenovanje Svetega Jurija pri Celju del obsežne kampanje oblasti, da se iz toponimov slovenskih krajev odstranijo vsi izraziti religiozni elementi. Danes napačno je tudi nekdanje poimenovanje Šentjur pri Celju, saj se mesto imenuje le Šentjur.

## Zgodovina
Območje današnjega Šentjurja je bilo naseljeno že v prazgodovinskem obdobju. Arheološke najdbe pričajo o prisotnosti človeka v bronasti in železni dobi. Najbolj znano naselje je bilo na Rifniku, kjer so bili prebivalci varno umaknjeni na strmi vzpetini, z vodo pa so se oskrbovali v bližnji reki Voglajna. V srednjem veku se je naselje razvijalo okoli cerkve sv. Jurija., po svetniku se je kraj dolgo ime, izpeljanka je tudi današnje ime Šentjur. 
V prvih letih 19. stoletja je imel kraj 39 hiš s 195 prebivalci, število pa se je nato začelo višati, tudi zato, ker je bil leta 1846 čez Šentjur zgrajena južna železnica, s čimer se je odprla povezava s Celjem, Ljubljano, Dunajem in Trstom. Prvi vlak je v Šentjur pripeljal ob končanju gradnje proge med Celjem in Gradcem, 2. junija 1846, 11. junija 1883 pa je mesto obiskal tudi takratni cesar Franc Jožef. Železniška povezava je spodbudila trgovino in gospodarski razvoj. Pomemben pečat mestu je pustila tudi znana družina Ipavec, iz katere izhajajo številni zdravniki in skladatelji, pomembni so bili tudi iz vidika narodne zavednosti. Med njimi izstopajo Benjamin, Gustav in Josip Ipavec, ki jih uvrščamo med pomembnejše slovenske skladatelje 19. in 20. stoletja. Gustav Ipavec je bil več let tudi župan takrat Št. Jurija ob južni železnici. Pomemben mejnik v njegovem mandatu je bila tudi ustanovitev kmetijske, in kasneje tudi gospodinjske šole leta 1910.
Največji razvoj je kraj doživel v 20. stoletju, predvsem po II. svetovni vojni. Za potrebe industrije so bile izgrajene tudi nove stanovanjske hiše in bloki. Med najbolj znanimi podjetji v mestu je Alpos, ki pa je kasneje v večji meri propadel.
Leta 1990 Šentjur uradno postane mesto.

## Znamenitosti
V Zgornjem trgu izstopa baročna župnijska cerkev sv. Jurija iz leta 1721. Oltarje je kasneje izdelal Ivan Šubic, križev pot pa je delo znanega slikarja iz iste družine, Janeza Šubica. Arhitekturno sta zanimivi tudi župnišče ter kaplanija. Pod cerkvijo je manjši park s spomeniki znanim skladateljem Ipavcem. V bidermajerski hiši (danes Ipavčeva hiša), ki je bila obnovljena po skicah Jožeta Plečnika, so se rodili znameniti šentjurski skladatelji in zdravniki Alojz, Benjamin, Gustav in Josip Ipavec. Danes je v njej v nadstropju urejena stalna razstava o njihovem življenju in delu. Nekdanja zdravniška ordinacija v pritličju je preurejena v poročno dvorano. V kleti je vinoteka priznanih vin s šentjurskega območja, na vrtu pa je Plečnikov vodnjak, kamnita hišica in ob njej pod lipo še kamnita miza. Vrt je preurejen v poletno prizorišče.
Na arheološkem najdišču na bližnjem hribu z imenom Rifnik, na katerem so našli arheološke najdbe, ki segajo od pozne kamene dobe do srednjega veka, so rekonstruirali prazgodovinsko hišo s predstavitvijo izkopanih ostankov, sanirani so temelji dveh cerkva, starokrščanske in arijanske, sedmih hiš ter obzidja s stražarnicami. Del arheoloških najdb je sedaj razstavljen v Muzeju Šentjur, ki je na Zgornjem Trgu.

## Kultura
Osrednji kulturni objekt v mestu je Ipavčev kulturni center Šentjur, ki pod tem imenom deluje od celovite prenove leta 2014, pred tem je bil imenovan Kulturni dom Šentjur. Ima dve dvorani, veliko in malo, prireditve se izvajajo tudi na ploščadi projekta. Še eno pomembno kulturno prizorišče v mestu je letni vrt Ipavčeve hiše, ki je urejen v slogu amfiteatra, kasneje pa ji je bil dograjen tudi poročni paviljon.
Kulturni ustvarjalci v mestu delujejo tudi v nekdaj znani Svetinovi hiši, ki danes nosi ime Center kulture Gustav. V njej je včasih delovala Knjižnica Šentjur, od njene izselitve v novogradnjo pa je stavba namenjena pretežno ljubiteljskim kulturnim ustvarjalcem. Med drugim je tam tudi sedež Zveze kulturnih društev Šentjur in Javnega sklada Republike Slovenije za kulturne dejavnosti OI Šentjur. Ne le v mestu temveč v vsej občini je ljubiteljska kulturna dejavnost izjemno dejavna, predvsem na zborovskem, literarnem, likovnem in plesnem področju.
V Zgornjem trgu, v kletnem delu stavbe Razvojne agencije Kozjansko, so prostori Galerije Zgornji trg, ki gosti različne, večinoma slikarske razstave. V omenjeni stavbi sta postavljeni tudi stalni zbirki Zakladi Rifnika, ki predstavlja izkopanine iz arheološkega parka Rifnik, ter stalna zbirka o zasedbi New Swing Quartet, ki je bila v Šentjurju tudi ustanovljena.

## Izobraževalne ustanove
- Osnovna šola Franja Malgaja
- Osnovna šola Hruševec
- Šolski center Šentjur (srednja in višja strokovna šola)
- Glasbena šola skladateljev Ipavcev
- Ljudska univerza Šentjur
- Izobraževalni center Eksena

## Mediji
V mestu izhajata časopis Šentjurčan in spletni portal Sentjur.net, prav tako je v njem sedež radijske postaje Štajerski val, najstarejše slovenske regionalne radijske postaje.

## Znani meščani
- Urška Arlič Gololočič - sopranistka
- Alfred Brežnik - elektroinženir, podjetnik
- Anžej Dežan - pevec
- Marko Diaci - ekonomist, politik in župan Občine Šentjur (2010- )
- Igor Grdina - zgodovinar in literarni zgodovinar
- Jurij Hladnik - klarinetist
- Franc Ipavec, zdravnik
- Gustav Ipavec - skladatelj in zdravnik, več let šentjurski župan.
- Benjamin Ipavec - skladatelj in primarij
- Josip Ipavec - skladatelj
- Jasmina Kandorfer - voditeljica oddaje Klepet ob Kavi, predavateljica nevromarketinga
- Dušan Kveder - španski borec
- Franjo Malgaj - borec za severno mejo, narodni heroj
- Jožef (Josip) Drofenik (1884—1953), politik, državni poslanec v Kraljevini SHS
- Josip Čretnik (1872-1953), obrtnik, narodni buditelj, politik, šentjurski župan
- Jurij Malovrh - vinar politik, župan Občine Šentjur (1994-2002)
- Oto Pungartnik - diplomat, veleposlanik Republike Slovenije v Združenih arabskih emiratih
- Ana Pusar Jerič, slovenska sopranistka
- Dragotin Ferdinand Ripšl - duhovnik in pesnik
- Franc Valentin Slemenik, slovenski pisatelj in časnikar
- Jernej Stante, slovenski pravnik, pesnik in dramatik
- Štefan Tisel - urolog, politik in župan Občine Šentjur (2002-2010)
- Asta Vrečko - umetnostna zgodovinarka, političarka
- Franc Žličar - slovenski katoliški duhovnik in prevajalec